# Heimwee Express

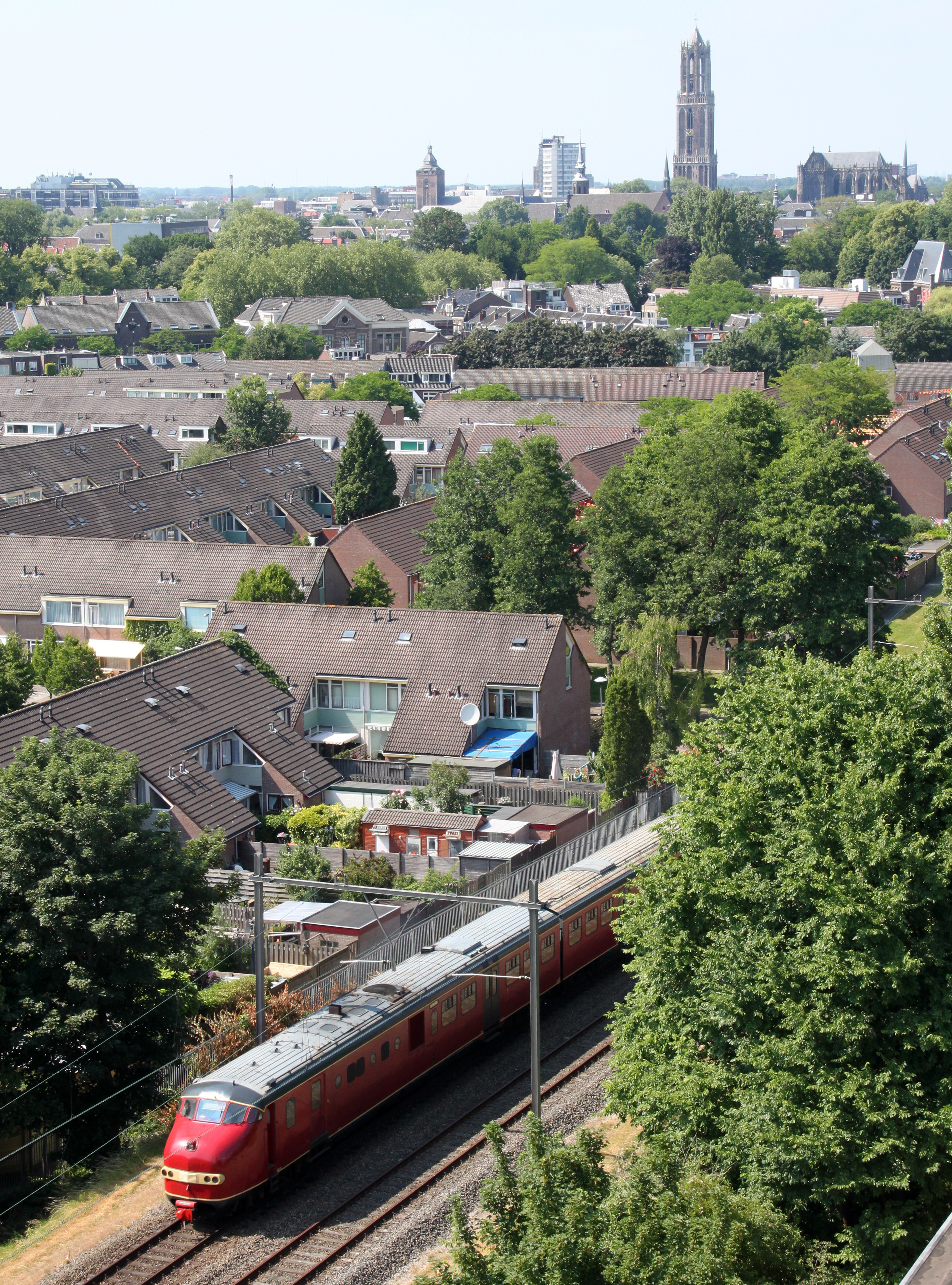
Plan U 114 rijdt in juni 2010 als Heimwee Express op de Oosterspoorbaan.

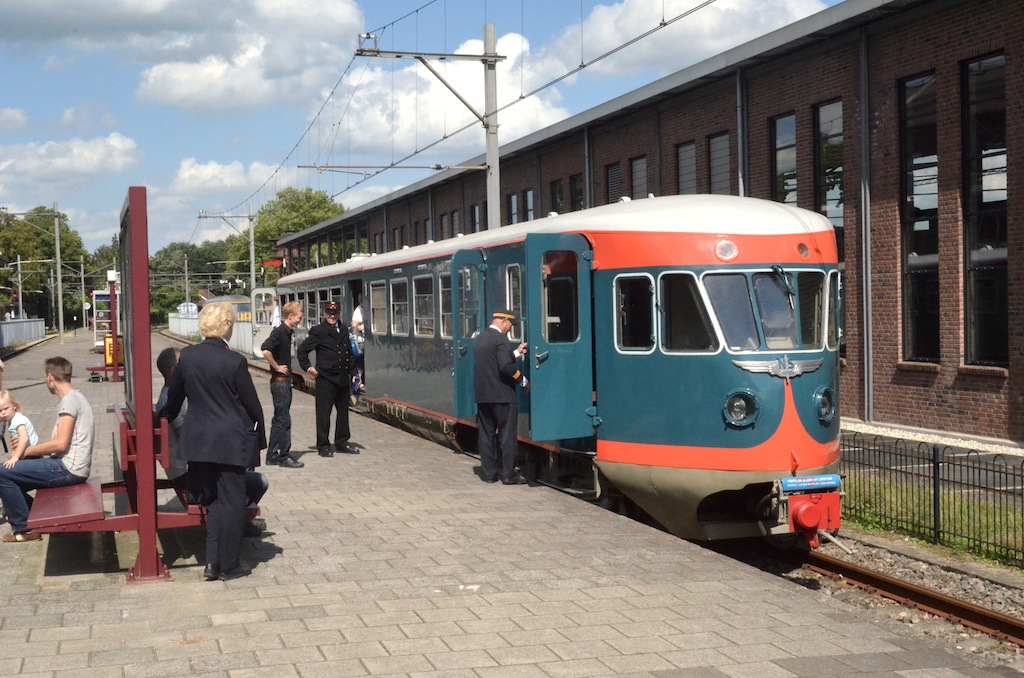
Blauwe Engel 41 staat in het Spoorwegmuseum gereed voor een rit als Heimwee Express naar station Amersfoort; 9 augustus 2014.

De Heimwee Express was een treindienst die mensen liet beleven hoe het reizen met de trein vroeger was. Het treinpersoneel was gekleed in historische uniformen. Deze treindienst begon en eindigde in het Spoorwegmuseum aan de Maliebaan in Utrecht. De trein reed driemaal op elke zaterdag en zondag in het tweede weekeinde van elke maand. Voor deze trein was een speciaal kaartje verkrijgbaar in het Spoorwegmuseum. Hiervoor werden klassieke kartonnen 'Edmondson' kaartjes gebruikt. Eind 2015 besloot de directie van het Spoorwegmuseum de Heimwee Express niet langer meer in deze vorm voort te zetten.

## Materieel
De Heimwee Express werd elke maand door een ander treinstel gereden, afwisselend met treinstellen van het type Mat '24 ("Blokkendoos"), DE 1 ("Blauwe Engel"), Mat '46 ("Muizenneus"), Plan U ("Rode Duivel"), Mat '54 ("Hondekop") of een trein bestaande uit een loc 1200, enkele rijtuigen en een loc 1300 of een loc 1600.

## Route
Van 7 april 2007 tot en met 28 december 2008 reed de Heimwee Express een rondje Utrecht: vanaf Utrecht Maliebaan naar Utrecht Lunetten, waar kop werd gemaakt. Vervolgens via station Utrecht Centraal (zonder te stoppen) naar Bilthoven. Na kopmaken reed de trein via Blauwkapel weer naar Utrecht Maliebaan. Omdat een deel van het emplacement Lunetten per 10 januari 2009 werd gesloten en vervolgens opgebroken, was deze route niet meer mogelijk.
Vanaf januari 2009 reed de Heimwee Express vanaf het Spoorwegmuseum over de Oosterspoorbaan naar station Hilversum. In Hilversum maakte de trein kop en reed vervolgens weer terug naar Het Spoorwegmuseum.
Tussen 11 september 2010 en 9 september 2012 reed de Heimwee Express vanaf Utrecht Maliebaan via Lunetten naar Maarn Goederen. Na kopmaken reed de trein via dezelfde route weer terug.
Eind 2012 werd de route van de Heimwee Express opnieuw gewijzigd omdat de verbinding tussen Utrecht Maliebaan en Utrecht Lunetten verbroken is vanwege de aanleg van de Uithoflijn. Tot en met 8 november 2015 werd over de Oosterspoorbaan naar Blauwkapel en via Bilthoven naar Amersfoort en terug gereden.